# Éric Stauffer
Pour les articles homonymes, voir Stauffer.
Éric Stauffer, né le 24 octobre 1964 à Carouge (originaire de Homberg), est un homme politique genevois. Il préside le Mouvement citoyens genevois de 2008 à 2012.

## Biographie
Né à Carouge d'une mère italienne et d'un père genevois originaire de Homberg, Éric Stauffer se marie une première fois à 21 ans avec une Italienne puis une deuxième fois, à 38 ans, avec une Mauricienne. Père de trois enfants, il est tri-national suisse, italien et mauricien.
Éric Stauffer est un des rares politiciens suisses à avoir autant défrayé la chronique[réf. nécessaire]. au point que l’émission phare de la RTS « Temps Présent » lui consacre un reportage intitulé « Populisme mode d’emploi » le 10 novembre 2011.

### Parcours professionnel
Éric Stauffer affirme avoir collaboré dans les années 1990 avec le Département militaire fédéral, en particulier le Laboratoire de Spiez spécialisé dans l'étude des menaces et risques atomiques, biologiques et chimiques en lien avec les armes de destruction massive. Contactés par la Tribune de Genève dans le cadre d'une enquête, le laboratoire et l’Office fédéral de la police refusent de commenter cette affirmation,.
Dans les années 2000, Éric Stauffer est actif sur l'île Maurice. Il quitte l'île après avoir été accusé à tort de lourdes charges par le premier ministre Navim Ramgoolam.
Il déclare avoir collaboré avec la Confédération suisse en 2002, en vue de l'organisation d'une conférence de paix en Suisse entre Israël et l'Autorité palestinienne.
En octobre 2003, il participe à la création de la compagnie aérienne Helvetic Wings et en devient le directeur financier. En désaccord avec les actionnaires de la compagnie sur la stratégie de développement, il démissionne en avril 2004 après seulement 6 mois d’activité. En mars 2006 Helvetic Wings fait faillite.
En 2010, Éric Stauffer fonde avec Carlos Medeiros une société active dans le domaine de la téléphonie mobile. Affilié avec l'opérateur Sunrise, la société proposait des offres à prix réduits à ses clients. En janvier 2018, Sunrise rachète les activités de la société et la marque Medinex,.
Fin 2018, Éric Stauffer crée une nouvelle société de services téléphoniques en Valais, où il s'est installé.

### Parcours politique
Membre du Parti libéral suisse dans les années 1980, il est élu une première fois conseiller municipal de la ville d'Onex sous cette étiquette pour la législature 1987-1991.
Il adhère à l'Union démocratique du centre au printemps 2005. Quelques semaines plus tard, il fonde avec Georges Letellier, le 6 juin 2005, le Mouvement blochérien genevois (MBG), qui décide rapidement de changer de nom en adoptant celui de Mouvement citoyens genevois (MCG). La nouvelle formation se fait très rapidement connaître par deux émissions de la Radio Télévision Suisse. Éric Stauffer est élu le 20 février 2008 par l'assemblée générale du MCG au poste de président. Roger Golay le remplace le 28 avril 2012.
Candidat au Conseil administratif d'Onex lors des élections municipales du 29 avril 2007, Éric Stauffer provoque pour la première fois dans l’histoire politique de la commune[réf. nécessaire] un deuxième tour, où il est finalement devancé par le candidat démocrate-chrétien Philippe Rochat. Le 17 avril 2011, il est élu au Conseil administratif d'Onex, évinçant Philippe Rochat. Il est maire de la commune pour l'année 2013-2014. En 2015, il est victime d'une alliance entre le PLR, le parti socialiste, les Verts et le PDC au second tour et perd son siège alors même qu'il recueille près de 38% des suffrages.
Il présente sa candidature pour l'élection du Grand Conseil du canton de Genève en octobre 2005. Élu député, il brigue sans succès le 13 novembre un siège au Conseil d'État. Le 11 octobre 2009, il est réélu en conduisant la liste de son parti, qui double sa représentation pour devenir le troisième parti du canton. Dans la foulée, il lance à nouveau sa candidature pour le Conseil d'État aux côtés de Mauro Poggia, mais aucun des deux n'est élu. Il est à nouveau candidat au Conseil d'État en 2012 et 2013, mais sans succès. Le 6 octobre 2013, il est réélu député au Grand Conseil.
En 2016, il brigue à nouveau la présidence du MCG, face à Ana Roch. Il perd cette élection d'une voix et annonce dans la foulée son retrait de la vie politique,. Il revient cependant sur cette décision et siège à partir de juin 2016 au Grand Conseil comme « indépendant ».
En 2017, Éric Stauffer lance le mouvement « Genève en marche » en vue des élections cantonales de 2018,,. Après sa non-réélection au Grand Conseil genevois, il annonce la dissolution du mouvement et son retrait de la vie politique.

## Alertes, affaires et controverses

### Affaire mauricienne
En 1999, Éric Stauffer fonde sur l’île Maurice avec Xavier Luc Duval une compagnie de management, Equinoxe Financial Services Ltd. Quelques mois plus tard, aidé par Eric Stauffer, Xavier Luc Duval est élu au gouvernement et devient ministre de l'industrie et du commerce et vice premier ministre. Éric Stauffer devient son conseiller spécial,,.
Navin Ramgoolam, premier ministre, a peur qu'Éric Stauffer puisse savoir que le gouvernement mauricien a détourné des fonds vers l’UOB, banque suisse établie à Genève. C'est en effet la société Erton Assets Management SA, dont Éric Stauffer est l'actionnaire principal et le liquidateur, qui présente le ministre mauricien à l'UOB. Éric Stauffer et sa société renoncent cependant à entrer en affaires parce que la conclusion du contrat supposait le versement de pots-de-vin. Pourtant, Éric Stauffer est persuadé que l'UOB a accepté l'offre. Un document interne de l'UEB, que la Tribune de Genève a publié, prouve que des contacts ont bel et bien eu lieu en 1997 entre la banque et le ministre des finances mauricien de l'époque. On y apprend comment le ministre proposait à l'UOB (ancienne raison sociale de l'UEB) de financer la campagne électorale de son parti en l'an 2000.
Éric Stauffer dénonce un scandale et quitte l’île Maurice et de très nombreux articles de presse relatent ce fait, désormais scandale national.
Après une guerre acharnée et un communiqué de presse de la Confédération suisse[réf. nécessaire] désavouant le premier ministre Navin Ramgolam, l’opposition s’empare du pouvoir lors d’élections anticipées[réf. nécessaire], Éric Stauffer est accueilli en héros à l’île Maurice où il est fait citoyen d’honneur[réf. nécessaire] et reçoit la nationalité mauricienne[source insuffisante].

### Accusations contre les Services industriels
Éric Stauffer, en tant que député, a siégé plusieurs années au conseil d’administration des Services industriels de Genève (SIG).
En 2007, il combat ce qu'il considère comme la « logique productiviste du four d'incinération de l'usine des Cheneviers de Genève » au nom de la santé publique, trouvant aberrant que des déchets traversent toute l’Europe pour alimenter des incinérateurs genevois surdimensionnés. Robert Cramer, conseiller d’État chargé de l’environnement, ayant annoncé la prochaine importation de déchets en provenance de Naples pour être incinérés à Genève, Éric Stauffer organise une conférence de presse à Naples pour dénoncer ces importations de déchets et s'inquiète de filières douteuses entre la mafia italienne et les SIG ; au passage il provoque le gouvernement italien affirmant que certains membres travailleraient à la solde de la mafia,. Le gouvernement italien y apporte un démenti en déclarant : « jamais nous n'avons autorisé l'exportation de nos déchets à Genève ou en Suisse ». Le lendemain, le Conseil d'État genevois annonce l'interdiction de l'importation de déchets,,.
La même année, il s'insurge contre le système de rémunération des SIG en déposant une motion parlementaire. En 2008, ce sont des malversations qu'il dénonce sans suite : il invoque un rapport attestant que Gaznat, filiale des SIG spécialisée dans le gaz, aurait falsifié ses comptes dans les années 1990 pour dissimuler un dumping de ses tarifs et « couler les mazoutiers » ; l'opération aurait rendu nécessaire l'assainissement de Gaznat à hauteur de 74 millions de francs payables par le contribuable genevois. Il dénonce également le versement par les SIG de fonds à Énergie Ouest Suisse pour le financement du barrage de la grande Dixence en Valais, soit 100 millions de francs.
Début mars 2009, le Conseil d'État révoque son mandat d'administrateur des SIG pour violation des devoirs liés à sa fonction, notamment le devoir de loyauté, décision contre laquelle il fait recours devant le Tribunal administratif de Genève au motif que la seule loyauté qu'il reconnaît est celle envers le peuple qui l’a élu. Celui-ci rejette sa demande d'effet suspensif par arrêt du 19 mai 2009. Le Tribunal fédéral déclare irrecevable le recours contestant la décision du Tribunal administratif par arrêt du 3 août 2009, en considérant notamment que sa révocation ne saurait lui causer un préjudice irréparable, condition nécessaire pour que son recours soit recevable. Éric Stauffer dénonce alors une « cabale politique »[réf. nécessaire].

### Controverses et affaires judiciaires
En 2009, il est interpellé par la police genevoise pour avoir roulé au guidon d'un scooter alors qu'il était sous le coup d'un retrait de permis de conduire.
En octobre 2010, Éric Stauffer conçoit une affiche dans le cadre d’une votation fédérale sur le renvoi des criminels étrangers, où figure en photo le colonel Kadhafi avec le slogan « Il veut détruire la Suisse ». La Libye porte plainte auprès de la Confédération contre Éric Stauffer et l’affaire fait grand bruit dans les médias suisses,. Éric Stauffer fait l’objet d’une procédure pénale fédérale (fait rarissime en Suisse) pour « outrage à chef d’État étranger ». Le Conseil fédéral donne l’autorisation de poursuivre Éric Stauffer. Dans un premier temps, le Ministère Public de la Confédération prononce un séquestre des affiches. Environ 8 mois plus tard, le printemps arabe provoque la chute du régime de Kadhafi et le Ministère Public de la Confédération abandonne les poursuites. Eric Stauffer obtiendra même une victoire[Laquelle ?] au Tribunal fédéral sur cette affaire.
En 2012, la chancellerie du canton de Genève, révèle qu'Éric Stauffer fait l'objet de onze procédures. En 2013, il est condamné pour violation du secret de fonction[évasif]. La même année, les plaintes[évasif] réciproques entre Éric Stauffer et un vigile sont classées pour « torts partagés ».
En 2013, Éric Stauffer monte une mise en scène filmée  afin de démontrer que les jeunes peuvent très facilement acheter de la drogue à Genève et dénoncer l’absence de contrôle des autorités. Il fait acheter de la cocaïne dans le quartier des Pâquis, puis appelle Police Urgence à laquelle il montre les images du dealer, qui sera arrêté et condamné. Le procureur général poursuit Éric Stauffer au chef d’accusation « trafiquant de stupéfiant ». Condamné en première instance en 2015 par le Tribunal de police à 45 jours-amende pour infraction à la loi fédérale sur les stupéfiants, Eric Stauffer fait recours et est acquitté par la cour d’appel. Le procureur général fait appel de la décision au Tribunal fédéral, qui confirme l’acquittement d’Eric Stauffer le 9 mai 2018,,.

### Humour
En 2015, Eric Stauffer reçoit le « Prix Genferei » décerné par les journalistes politiques de Genève.